# Roger García

Roger García Junyent (* 15. prosince 1976 Sabadell, Španělsko) je bývalý katalánský fotbalový záložník, který svou hráčskou kariéru ukončil v nizozemském klubu Ajax Amsterdam. Španělsko reprezentoval pouze v mládežnických výběrech. Od roku 2010 působí jako asistent manažera ve španělském klubu Sabadell.[zdroj⁠?!]

## Úspěchy

### Klubové
- 1× vítěz PVP – (1997)
- 1× vítěz evropského Superpoháru – (1997)
- 2× vítěz Primera división – (1997/98, 1998/99)
- 2× vítěz Copa del Rey – (1996/97, 1997/98, 1999/00)
- 1× vítěz španělského Superpoháru – (1996)

### Reprezentační
- 1× vítěz Mistrovství Evropy do 21 let – (1998)